# سوافومير كوهوت
سوافومير كوهوت (بالبولندية: Sławomir Kohut)‏ (و. 1977  م) هو راكب دراجة هوائية بولندي، ولد في جيشن، شارك في الألعاب الأولمبية الصيفية 2004.

## روابط خارجية
- سوافومير كوهوت على موقع الاتحاد الدولي للدراجات (الإنجليزية)
- سوافومير كوهوت على موقع أرشيف الدراجات (الإنجليزية)
- سوافومير كوهوت على موقع إحصائيات الدراجات الإحترافية (الإنجليزية)
- سوافومير كوهوت على موقع نسبة الدراجات (الإنجليزية)
- سوافومير كوهوت على موقع أوليمبيديا (الإنجليزية)
- سوافومير كوهوت على موقع اللجنة الأولمبية البولندية (مؤرشف) (البولندية)